# Berggegenschreiber
Der Berggegenschreiber, auch Gegenschreiber oder Berg-Gegen-Schreiber genannt, war in Mittelalter und Früher Neuzeit ein Bergbeamter, der als Kontrolleur das Gegenbuch führte. Dieses Buch diente den Bergwerken als Urkundsbuch, in welchem die Abgaben und Eigentumsverhältnisse dokumentiert wurden. Gegenschreiber gab es etwa im erzgebirgischen Bergbau seit 1509. Im Jahr 1530 führte Herzog Georg der Bärtige von Sachsen Gegenschreiber im Freiberger Oberbergamt ein. Der Rechenmeister Adam Ries war beispielsweise 1532 Gegenschreiber im Bergamt Annaberg. Gegenschreiber kamen darüber hinaus auch in den landesfürstlichen Verwaltungen zum Einsatz, so zum Beispiel in der Grafschaft Tirol. So sind gegenschreiber als Beamte des tirolischen Kelleramts in Bozen bereits im Jahr 1463 bezeugt.

## Aufgaben und Kompetenzen
Die Arbeit des Gegenschreibers in der damaligen Zeit war eine sehr verantwortungsvolle Tätigkeit. Er musste alle Kuxe (Gewährscheine) und Gewerken in das Gegenbuch eintragen. Außerdem war er bevollmächtigt, Ausbeute und Zubuße an die Gewerke und Eigenlöhner zu verteilen, das heißt, die Gewinne und Verluste gegenzurechnen. Damit er mit dieser Aufgabe sorgfältig umging, konnte er für entstandene Schäden haftbar gemacht und bestraft werden, ebenso für Schäden, die durch Unachtsamkeit seiner Mitarbeiter entstanden waren. Bei Veränderungen in den Besitzverhältnissen der einzelnen Zechen musste er diese ebenfalls ins Gegenbuch eintragen.
Er durfte jedoch keine Eintragungen im Gegenbuch ohne das Wissen des Bergmeisters oder des Bergvogts vornehmen. An den Verleihetagen begleitete er zusammen mit dem Bergschreiber den Bergmeister und trug die bergbautreibenden Gewerke in das Gegenbuch ein. Sämtliche Eintragungen wurden von ihm unterschrieben. Auch Abschriften aus dem Gegenbuch, sogenannte Gewehr-Zettel, mussten von ihm eigenhändig unterschrieben werden. Diese Abschriften durfte er Frauen und unmündigen Kindern nur im Beisein ihres Vormundes ausstellen und aushändigen. Für diese Abschriften durfte er eine festgeschriebene Gebühr von einem Groschen, für das Abschreiben eines oder mehrerer Kuxe eine Gebühr von einigen Pfennigen berechnen. Für Retardate (Abschreibungen wegen nicht bezahlter Zubuße) durfte er jedoch keine Gebühr erheben.